# Konstanty Jan Kurman

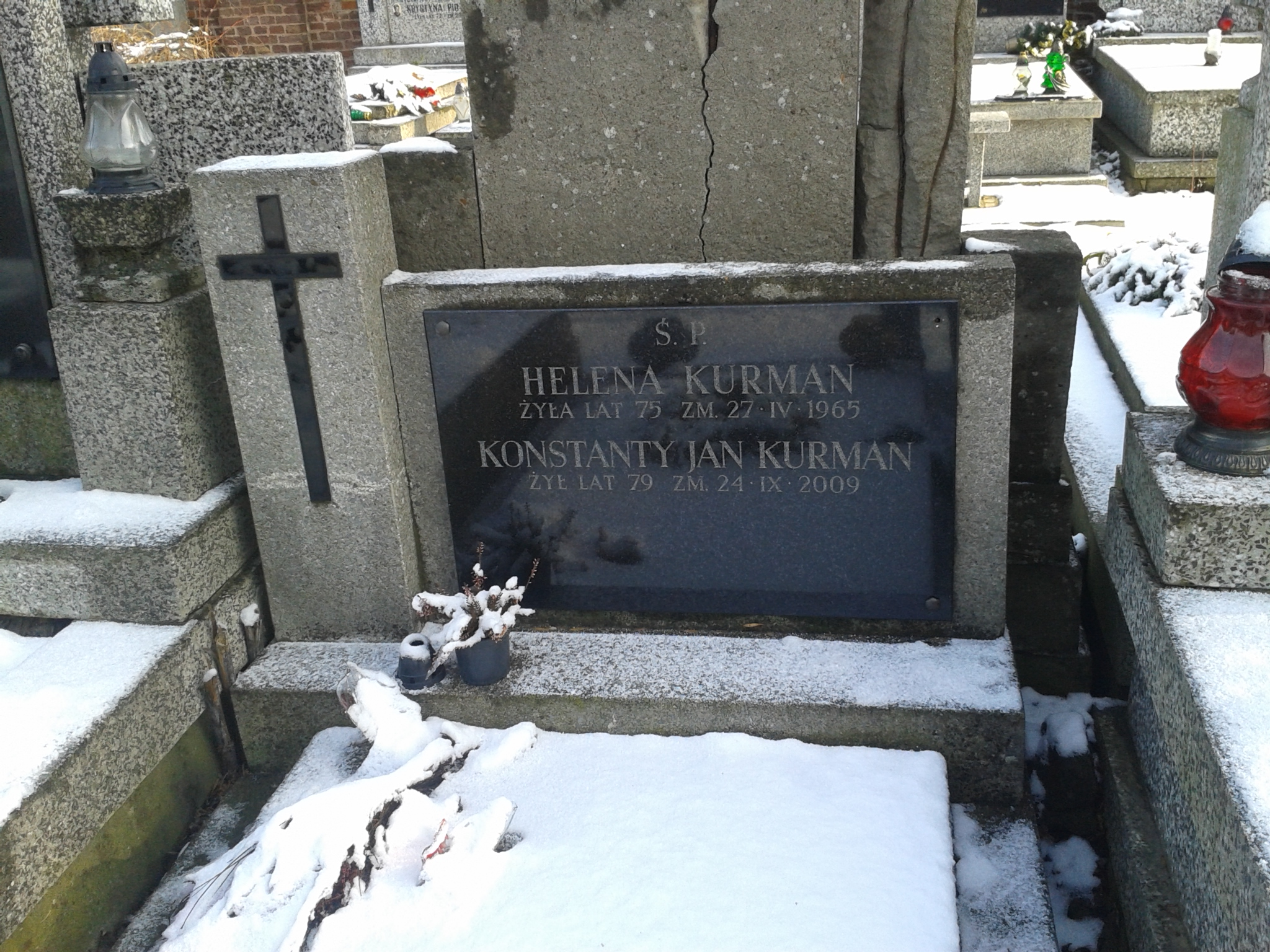
Grób prof. Konstantego Jana Kurmana na cmentarzu Bródnowskim

Konstanty Jan Kurman (ur. 9 marca 1930 w Warszawie, zm. 24 września 2009 tamże) – polski inżynier elektronik.
Po ukończeniu w 1949 Liceum im. Stefana Czarnieckiego w Chełmie powrócił do Warszawy i rozpoczął studia na Politechnice Warszawskiej, w 1952 uzyskał tytuł inżyniera i rozpoczął pracę zawodową. Początkowo pracował w zakładach T-1 (obecnie Rawar) nad modernizacją urządzeń radioelektronicznych statku ORP Burza oraz automatyką radiolokacyjną. Awansował na stanowisko kierownika Pracowni Automatyki w Rozwojowym Biurze Konstrukcyjnym, w 1958 powrócił na uczelnię i podjął pracę w Katedrze Automatyki i Telemechaniki, równocześnie kontynuował naukę na studiach magisterskich, które ukończył w 1963. Rok później obronił doktorat pt. Elementy teorii kwantowo-impulsowej układów regulacji, a w 1971 uzyskał stopień doktora habilitowanego. Od 1972 był docentem w Instytucie Automatyki. 
W styczniu 1976 roku podpisał list protestacyjny do Komisji Nadzwyczajnej Sejmu PRL przeciwko zmianom w Konstytucji Polskiej Rzeczypospolitej Ludowej. W 1980 zaangażował się w powstanie na Politechnice Warszawskiej NSZZ „Solidarność”, za co od 8 maja do 10 lipca 1982 był internowany. W 1987 związał się z ruchem wolnomularskim, pomiędzy 1993 a 1997 na łamach „Ars Regia” opublikował pięć wystąpień lożowych, które określił jako „masoński testament starego docenta”.
Zmarł po długiej chorobie, pochowany na cmentarzu Bródnowskim (kw. 114L-2-10).